# (3521) Comrie
(3521) Comrie est un astéroïde de la ceinture principale.

## Description
(3521) Comrie est un astéroïde de la ceinture principale. Il fut découvert le 26 juin 1982 à Lac Tekapo par Alan C. Gilmore et Pamela M. Kilmartin. Il présente une orbite caractérisée par un demi-grand axe de 2,26 UA, une excentricité de 0,07 et une inclinaison de 3,9° par rapport à l'écliptique.

## Compléments